# ژوکی
ژوکی (انگلیسی: Juki) شرکت ماشین‌آلات ژاپنی است، که در سال ۱۹۳۸ تأسیس شد.